# TWO-nothing
TWO-nothing（トゥーナッシング）は、日本のパンク・ロックメロディック・ハードコアバンド。UNTIL LOST ALL RECORDS所属。(通称:T-n)

## 特徴
北海道小樽市に在中。全国各地で年間平均100本のライブをこなすライブバンド。
DIY精神を強く持ち、レーベルの運営、グッズの制作など全てをメンバー自ら行っている。リーダーの武藤翔大と、ドラムの土田和摩はインディーズレーベルUNTIL LOST ALL RECORDSを運営している。

## 旧メンバー
- 菅原彰紘(2004〜2012) - ベース元、元リーダー
- 松野翔太(2005〜2010) - ボーカル
- 内藤勇太(2004〜2005) - ベース
- とっち(2006-2007) - ドラム
- たく(2007〜2008) - ドラム

## 活動経歴
2004年
- 結成。北海道小樽市を中心に、ドラム土田和摩、ギターボーカル菅原彰紘、ベース内藤雄太、の3人編成で活動開始。

2005年
- ベースの内藤雄太が脱退。ギターボーカルの菅原彰紘がベースに転身。新しくボーカルとして松野翔太、ギターに高橋紘総が加入し4人編成となる。

2008年
- 11月、地元小樽バンドシーンの活性化を目指し、小樽CRU-Zにて(Fruit gum、TWO-nothing、カメレオン7、urben life)4バンドによる合同企画定期イベントresound to rise(2008-2013)を開始。小樽外から毎月ゲストバンドを呼び、第四土曜日に開催。出演バンド数は100組を軽く超える。

2009年
- 8月、武藤翔大(ex-Fruit gum)がGtに加入。5人編成で新たに活動をスタート。

2010年
- 10月、方向性の違いにより、Vo.松野脱退。
- 11月、元はTWO-nothingのローディーをしていた北出 諭（ex-urban life）を、新ボーカルに抜擢。

2011年
- 11月、リーダーの武藤翔大がインディーレーベルUNTIL LOST ALL RECORDSを設立。

2012年
- 2月、1st mini album-after rain-を発売。
- 2月、-after rain-が玉光堂全店総合アルバムチャート第5位獲得。HMVメロディック・ハードコアチャート第2位獲得。
- 3月、ライブ活動の激化により、ベース菅原彰宏が脱退。
- 5月、新ベースに廣島勇太（ex-カメレオン7）が加入。現在の形となる。
- 3-7月、全24ヶ所のafter rain全国ツアーを敢行!!!!
- 7月、BLUE ENCOUNT『HELLO』リリースツアーを渋谷ファイナルを含む4箇所をツアーサポート!!!
- 10-11月、全9ヶ所の「fall of the leaf」ツアーを敢行!!!!

2013年
- 2月、FREEKICK*リリースツアー北海道編を全8箇所ツアーサポート!!!
- 4月、1st FULL ALBUM-SAVE US REGIONS-を発売。
- 4-6月、北は北海道、南は九州まで、あえて東京と札幌を外した全45カ所のリリース全国ツアーを敢行!!!!
- 10月、イベント祝100回を記念したKICK UP NIGHT TOURに全箇所出演!
- 12月、地元北海道小樽市に楽曲制作を依頼され、「#for this night」を提供。クリスマス期間の小樽の商店街で流れ続けた。

2014年
- 5月、全国から24バンドを集め、大阪のレーベルTHE NINTH APOLLOから発売されたVA.In the stage3に「#ladder ladder」で参加!!
- 9月、盟友TAGNUTSとのスプリットCD"NOTHING FOUND FOR TAG"を発売。
- 9-10月、TAGNUTSと共に全9箇所のリリースツアーを敢行!!!!

2015年
- 7月、小樽TWO-nothing、カメレオン7、苫小牧inbiZiBuru、BUttonDawnと共に小樽GOLD STONEにて4MANイベントFORCE ELEMENT vol.1を開催!!

2016年
- 8月、UNTIL LOST ALL RECORDS 5周年を記念し発売されたVA-LOCAL LORDに２曲参加。

2017年
- 4月、2nd FULL ALBUM-It's Never Goodbye-を発売。